# Sari Karttunen
Sari Karttunen (Botkyrka, 27 settembre 1969) è un'ex cestista svedese.

## Carriera
Con la Svezia ha disputato i Campionati europei del 1987.